# Østlig perlemorsommerfugl
Østlig perlemorsommerfugl (Argynnis laodice) er en sommerfugl i takvingefamilien. Den er udbredt fra Østeuropa og videre østpå gennem Asien til Japan. Arten ses sjældent i Danmark, hvor den er en strejfer fra øst. Det drejer sig oftest om hunner. Sommerfuglen kan ses fra starten af juli til sidst i august på enge og i skovmoser.

## Udseende
Den østlige perlemorsommerfugl minder en del om kejserkåben, men pletterne på forvingerne er runde og afgrænsede og forvingerne har en meget hvælvet kant. Sommerfuglen er dog let at kende på bagvingernes underside. Bagvingen er delt i et orange rodfelt og et violet sømfelt. De to felter er adskilt af en linje af kridhvide pletter. Østlig perlemorsommerfugls vingefang er mellem 54 og 60 mm.

## Livscyklus
Ægget lægges på sumpviol. Når larven er udklækket overvintrer den. I løbet af maj og juni er larven udvokset og forpupper sig. I starten af juli kommer de voksne sommerfugle frem fra puppen.

## Foderplanter
Larven lever på Sumpviol.

## Galleri
| Galleri med danske arter i Takvingefamilien |
| --- |
| Egentlige takvinger ↓ - Perlemorsommerfugle ↓ Randøjer ↓ - Monark - Leptidea sinapis - Iris - Apatura iris - Poppelsommerfugl - Limenitis populi - Hvid admiral - Limenitis camilla Egentlige takvinger - Kirsebærtakvinge - Nymphalis polychloros - Østlig takvinge - Nymphalis xanthomelas - Det hvide L - Nymphalis vaualbum - Sørgekåbe - Nymphalis antiopa - Dagpåfugleøje - Aglais io - Admiral - Vanessa atalanta - Tidselsommerfugl - Vanessa cardui - Nældens takvinge - Aglais urticae - Det hvide C - Polygonia c-album - Nældesommerfugl - Araschnia levana Pletvinger - Okkergul pletvinge Melitaea cinxia - Mørk pletvinge Melitaea diamina - Brun pletvinge Mellicta athalia - Askepletvinge Euphydryas maturna - Hedepletvinge Euphydryas aurinia Perlemorsommerfugle - Kejserkåbe Argynnis paphia - Østlig perlemorsommerfugl - Argynnis laodice - Markperlemorsommerfugl Argynnis aglaja - Skovperlemorsommerfugl Argynnis adippe - Klitperlemorsommerfugl - Argynnis niobe - Storplettet perlemorsommerfugl Issoria lathonia - Engperlemorsommerfugl Brenthis ino - Moseperlemorsommerfugl Boloria aquilonaris - Brunlig perlemorsommerfugl Boloria selene - Rødlig perlemorsommerfugl Boloria euphrosyne - Violet perlemorsommerfugl Clossiana dia Randøjer - Galathea Melanargia galathea - Sandrandøje Hipparchia semele - Skovbjergrandøje Erebia ligea - Græsrandøje Maniola jurtina - Engrandøje Aphantopus hyperanthus - Buskrandøje Pyronia tithonus - Moserandøje Coenonympha tullia - Okkergul randøje Coenonympha pamphilus - Perlemorrandøje Coenonympha arcania - Herorandøje Coenonympha hero - Skovrandøje Pararge aegeria - Vejrandøje Lasiommata megera - Skovvejrandøje Lasiommata maera - Bjergvejrandøje Lasiommata petropolitana |